# Beetlejuice Beetlejuice
Beetlejuice Beetlejuice – amerykańska filmowa komedia grozy z elementami fantasy, wyreżyserowana przez Tima Burtona do scenariusza Alfreda Gough i Milesa Millara, który napisali na podstawie historii Setha Grahame’a-Smitha. Kontynuacja Soku z żuka (1988), w której do aktorów z oryginału – Michaela Keatona, Winony Ryder i Catherine O’Hary – dołączyli m.in. Jenna Ortega, Monica Bellucci, Willem Dafoe i Justin Theroux. Muzykę ponownie skomponował wieloletni współpracownik Burtona, Danny Elfman. Trzydzieści sześć lat po wydarzeniach z części pierwszej Lydia Deetz wraca do nawiedzonego domu na pogrzeb swojego ojca, gdzie ponownie spotyka demona Betelgeuse’a.
Po sukcesie Soku z żuka odpowiedzialna za nią wytwórnia The Geffen Film Company zapowiedziała kontynuację, jednak pomimo wielu prób właściwe prace nad nią rozpoczęły się ostatecznie dopiero w 2022 roku, w ramach współpracy studiów Tim Burton Productions i należącego do Brada Pitta Plan B Entertainment. Zdjęcia kręcono w Anglii i Stanach Zjednoczonych od maja do listopada 2023, z czteromiesięczną przerwą wymuszoną przez strajk aktorów zrzeszonych w SAG-AFTRA.
Światowa premiera odbyła się 28 sierpnia 2024 roku podczas ceremonii otwarcia 81. Międzynarodowego Festiwalu Filmowego w Wenecji. Premiera kinowa w wybranych krajach odbyła się 4 września, a w Stanach Zjednoczonych i Polsce – 6 września. Beetlejuice Beetlejuice spotkał się z ogólnie pozytywnym odbiorem ze strony recenzentów, już w pierwszy weekend wyświetlania zarobił więcej niż część pierwsza przez cały okres pobytu w kinach. Do 14 września 2024 łączne zyski ze sprzedaży biletów na całym świecie wyniosły ponad 405,3 mln USD przy budżecie wynoszącym około 100 mln USD.

## Fabuła
Opracowano na podstawie: Yahoo! Entertainment, Screen Rant, USA Today
Trzydzieści sześć lat po wydarzeniach z pierwszej części Lydia Deetz prowadzi telewizyjny talk-show Nawiedzony dom o zjawiskach nadprzyrodzonych, którego producentem jest jej chłopak – Rory. Podczas nagrań do jednego z odcinków nawiedzają ją wizje Betelgeuse’a, a w trakcie przerwy dowiaduje się o śmierci swojego ojca, Charlesa. Wraz z Astrid – córką z małżeństwa z uznanym za martwego Richardem – wraca do Winter River na pogrzeb. Po uroczystości Rory oświadcza się Lydii, prosząc, żeby wyszła za niego za dwa dni, w Halloween, a ta niechętnie się zgadza. Astrid poznaje Jeremy’ego, z którym postanawia spędzić Halloween. Okazuje się, że chłopak jest duchem, który proponuje jej odwiedzenie zaświatów, gdzie dziewczyna będzie mogła spotkać się z ojcem. W tym celu Astrid recytuje inkantację z Podręcznika dla niedawno zeszłych. Lydia odkrywa, że Jeremy jest w rzeczywistości masowym mordercą, który przed laty zamordował swoich rodziców, a sam zginął próbując uniknąć aresztowania. Nie mając innych opcji, Lydia przyzywa Betelgeuse’a i obiecuje wyjść za niego w zamian za pomoc Astrid. Ten, dzięki temu związkowi, będzie mógł zostać w świecie śmiertelników i uniknąć zemsty ze strony swojej byłej żony, niedawno przebudzonej pożeraczki dusz Dolores.
Lydia i Betelgeuse odkrywają, że wypowiedziana przez Astrid inkantacja sprawiła, że zamieniła się z Jeremym – chłopak może wrócić do świata realnego, a Astrid musi pozostać w zaświatach. Lydia i Astrid spotykają Richarda, który pomaga im wrócić do Winter River, a Betelgeuse odsyła Jeremy’ego do piekła. Dzięki Delii, która zmarła chwilę wcześniej po ukąszeniu przez węża, demon przedostaje się do świata śmiertelników, gdzie przerywa ślub Lydii i Rory’ego. Wstrzykuje mężczyźnie serum prawdy, a ten wyjawia, że nie kocha Lydii i jest z nią wyłącznie dla pieniędzy. Kiedy w kościele pojawia się Dolores, Lydia napuszcza na nią czerwia z zaświatów, który zjada Dolores i Rory’ego. Lydia i Astrid odkrywają, że Betelgeuse naruszył warunki obowiązujące mieszkańców zaświatów, co unieważnia podpisane przez Lydię zobowiązanie do poślubienia go, a następnie pokonują demona. Kobiety żegnają się z Delią, która wraca do zaświatów, gdzie spotyka Charlesa i wraz z nim wsiada do pociągu do nieba.
Jakiś czas później Lydia nagrywa ostatni odcinek Domu duchów i porzuca pracę w telewizji, żeby spędzać więcej czasu z Astrid. Nadal nawiedzają ją koszmary z Betelgeuse’em, a w jednym z nich Astrid rodzi jego dziecko.

## Obsada
Opracowano na podstawie: IMDb
- Michael Keaton jako Betelgeuse[a] – mieszkający w zaświatach duch i „bioegzorcysta”. Pomimo tego, że w 2024 filmy wysokobudżetowe są w większości przypadków poprawne politycznie, Keaton i Burton chcieli przedstawić Betelgeuse’a w zgodzie z pierwszym filmem, jako niepoprawnego politycznie; miało obrazować to, że jako postać w żaden sposób nie rozwinął się na przestrzeni lat[7]
  - Stefano Marchetti użycza głosu Betelgeuse’owi jako narrator włoskojęzycznej retrospekcji jego związku z Dolores[8]
- Winona Ryder jako Lydia Deetz – Ryder, w pierwszej części grająca zbuntowaną gotkę, przyznała, że nie wyobrażała sobie, że Lydia wyjdzie za mąż i doczeka się potomstwa; uważała, że grana przez nią postać skończy jako stara panna mieszkająca na strychu domu Maitland. Buntowniczą naturę Lydii odziedziczyła jednak Astrid[9]
- Catherine O’Hara jako Delia Deetz – żona Charlesa, macocha Lydii; artystka, której prace przedstawiane są w galerii sztuki w londyńskim Soho[9]
- Jenna Ortega jako Astrid Deetz – córka Lydii i Richarda[10][11][12]
- Justin Theroux jako Rory – chłopak i producent programu telewizyjnego Lydii[13][9]
- Monica Bellucci jako Delores LaVerge – pożeraczka dusz, była żona Betelgeuse’a, chcąca zemścić się na nim za to, że zabił ją w odwecie za otrucie go[14]
- Willem Dafoe jako Wolf Jackson – detektyw z zaświatów, za życia gwiazda filmów klasy B, prowadzący śledztwo w sprawie Betelgeuse’a i zabójstw dokonywanych przez Dolores[15]
- Burn Gorman jako ojciec Damien – ksiądz z Winter River[16]
- Arthur Conti jako Jeremy Frazier – nastolatek wykazujący romantyczne zainteresowanie Astrid[17][18]
- Amy Nuttall jako Jane Butterfield Jr. – agentka nieruchomości, córka Jane Butterfield Sr. w pierwszej części sprzedającej dom Deetzom[19]
- Santiago Cabrera jako Richard – mąż Lydii i ojciec Astrid, uznany za zmarłego podczas podróży do Ameryki Południowej[20]
- Danny DeVito jako woźny – pracownik zaświatów, który popełnił samobójstwo pijąc werniks[21]
- Nick Kellington jako Bob – zombie ze skurczoną głową, podwładny Betelgeuse’a w call center dla zmarłych
- Georgina Beedle jako Janet – sekretarka Jacksona
- Filipe Cates jako Vlad – młody Rumun pracujący w przebraniu Drakuli[22]

Charles Deetz pojawia się w Beetlejusie Beetlejusie, jednak wyłącznie w zaświatach, jako ciało pozbawione głowy i górnej części tułowia, któremu głosu w oryginalnej wersji użycza niewymieniony w napisach końcowych aktor. W filmie wykorzystano także wizerunek Jeffrey’ego Jonesa w formie archiwalnych zdjęć oraz jego podobiznę w postaci rysunków czy animowanej sekwencji przedstawiającej śmierć Charlesa. Śmierć postaci inspirowana była koszmarem Burtona na temat jego własnej śmierci.
Polski dubbing
- Paweł Wawrzecki jako Betelgeuse
- Lidia Sadowa jako Lydia Deetz
- Elżbieta Kijowska-Rozen jako Delia Deetz
- Alicja Wieniawa-Narkiewicz jako Astrid Deetz
- Maciej Maciejewski jako Rory
- Agnieszka Kunikowska jako Delores LaVerge
- Jarosław Boberek jako Wolf Jackson
- Krzysztof Cybiński jako ojciec Damien
- Filip Rogowski jako Jeremy Frazier
- Agnieszka Fajlhauer jako Jane Butterfield Jr.
- Piotr Bajtlik jako Richard
- Cezary Kwieciński jako woźny
- Piotr Tołoczko jako Charles Deetz

## Produkcja

### Rozwój projektu
Po sukcesie Soku z żuka (1988) odpowiedzialna za film wytwórnia The Geffen Film Company zleciła jego kontynuację, do której napisano dwa scenariusze. Pierwszy, ukończony w 1990 i zatytułowany Beetlejuice in Love (pol. „Zakochany Beetlejuice”) napisał Warren Skaaren, odpowiedzialny za przepisanie skryptu do oryginału. Betelgeuse spotykał w nim Leo, który spadł z wieży Eiffla oświadczając się swojej dziewczynie, Julii. Kiedy mężczyzna trafia do zaświatów, Betelgeuse przedostaje się do świata żywych i nęka Julię. Skaaren zmarł niedługo po przekazaniu scenariusza wytwórni. W tym samym roku Tim Burton zatrudnił Jonathana Gemsa do napisania kontynuacji, którą chciał zatytułować Beetlejuice Goes Hawaiian („Beetlejuice na Hawajach”). Według Gemesa Burton uznał za zabawne połączenie plażowego filmu o surferach z niemieckim ekspresjonizmem, ponieważ elementy te w żaden sposób do siebie nie pasują. Scenariusz zakładał, że Deetzowie przeprowadzili się na Hawaje, gdzie Charles miał nadzorować budowę kurortu wypoczynkowego. Niedługo później okazywało się, że powstaje on na cmentarzu starożytnych kahunów, co sprowadziło z zaświatów rozgniewane duchy. W filmie miała znajdować się także scena, w której Betelgeuse wygrywa zawody suferskie dzięki użyciu magii. Michael Keaton i Winona Ryder zgodzili się wystąpić w filmie pod warunkiem, że wyreżyseruje go Burton, jednak zarówno reżyser, jak i Keaton pracowali wówczas nad Powrotem Batmana (1992).
Burton był zainteresowany realizacją kontynuacji jeszcze na początku 1991 roku. Będąc pod wrażeniem scenariusza Daniela Watersa do Śmiertelnego zauroczenia (1989), w którym także wystąpiła Ryder, poprosił go o przepisania scenariusza Beetlejuice Goes Hawaiian, ostatecznie jednak powierzył mu napisanie Powrotu Batmana. W sierpniu 1993 producent David Geffen zatrudnił do przepisania scenariusza Pamelę Norris. W 1996 Warner Bros. zwróciło się z prośbą o naniesienie kolejnych poprawek do Kevina Smitha, ten jednak odrzucił ją na rzecz niezrealizowanego ostatecznie projektu Superman Lives. W późniejszym czasie stwierdził, że pierwszy film wyczerpał temat, a przenoszenie akcji do tropików nie ma sensu. W marcu 1997 Games przyznał, że prawa do scenariusza do Beetlejuice Goes Hawaiian nadal należą do The Geffen Company, która prawdopodobnie nigdy go nie zrealizuje. Dodał też, że Ryder – mająca wówczas 25 lat – nie może ponownie wcielić się w nastolatkę, więc rolę Lydii należałoby obsadzić na nowo. W 2024 Burton przyznał, że w międzyczasie rozważano kilka innych pomysłów na kontynuację: „Rozmawialiśmy o różnych możliwościach. Beetlejuice i nawiedzony dwór, Beetlejuice na Dzikim Zachodzie i temu podobne, pomysłów było sporo”, jednak ostatecznie ze wszystkich z nich zrezygnowano.
We wrześniu 2011 Warner Bros. zatrudniło do napisania i wyreżyserowania kontynuacji Soku z żuka Setha Grahame’a-Smitha, z którym wytwórnia współpracowała przy Mrocznych cieniach (2012) i Abrahamie Lincolnie: Łowcy wampirów (2012). Grahame-Smith przyjął propozycję z zamiarem zrobienia kontynuacji godnej pierwowzoru, a nie „tylko po to, żeby odbębnić jakiś remake czy reboot”. Wyraził też nadzieję, że Keaton powróci do roli Betelgeuse’a, a Warner Bros. nie wymusi obsadzenia roli na nowo. Burton i Keaton nie wykluczyli jednak swojego udziału, jeżeli scenariusz okaże się dostatecznie dobry. Grahame-Smith w lutym 2012 spotkał się z Keatonem, który miał stwierdzić, że czeka na możliwość ponownego zagrania swojej postaci, starając się zainteresować kontynuacją każdego, kto zechce go wysłuchać.
W listopadzie 2013 Ryder zasugerowała, że może powrócić w kontynuacji: „Minęło 27 lat, ale uwielbiam Lydię Deetz, która jest cząstką mnie. Chciałabym zobaczyć, co porabia 27 lat później”. Dodała jednak, że zagrałaby w kontynuacji tylko pod warunkiem, że zaangażowani będą w nią Burton i Keaton. W grudniu 2014 Burton stwierdził, że brakuje mu współpracy z Keatonem, a w przygotowaniu jest scenariusz, który tym razem prawdopodobnie uda się zrealizować. W styczniu 2015 Grahame-Smith oświadczył, że scenariusz do Soku z żuka 2 został ukończony i wyraził nadzieję, że wraz z Burtonem do końca roku rozpoczną zdjęcia; dodał także, że Keaton i Ryder ponownie wcielą się w postacie z oryginału. Ryder potwierdziła swój udział w kontynuacji w sierpniu 2015. W maju 2016 Burton zapewnił, że chce zrealizować kontynuację Soku z żuka, ale „nie jest to film, który desperacko potrzebuje sequelu” i nie chce się spieszyć, a na tę chwilę nie wyklarowano jeszcze wszystkich szczegółów. W październiku 2017 do przepisania scenariusza zatrudniono Mike’a Vukadinovicha. W kwietniu 2019 Warner Bros. poinformowało, że zawiesiło plany realizacji filmu.

### Przedprodukcja
W lutym 2022 temat kontynuacji powrócił, a zaangażowało się w nią należące do Brada Pitta studio Plan B Entertainment. W październiku Burton oświadczył, że nie jest zaangażowany w projekt, a kilka dni później dodał, że „nic nie jest wykluczone”. Ostatecznie Burton powrócił jako reżyser; jak stwierdził, ponad wszystko ceni sobie pracę z „dobrymi ludźmi, aktorami i kukiełkami”, a projekt ten pomógł mu przypomnieć sobie, dlaczego lubi robić filmy. Chciał również opowiedzieć o tym, jak potoczyły się dalsze losy Lydii – postaci, którą porównał do samego siebie z czasów nastoletnich – i jej rodziny oraz o tym, co sprawiło, że zamieniła się z „wyluzowanej nastolatki” w znienawidzoną przez córkę „zjebaną dorosłą” prowadzącą program o duchach. Stwierdził także, że od premiery pierwszej części doświadczył wielu podobnych rzeczy co Lydia, przez co projekt ma dla niego znaczenie osobiste. Burton i Keaton zgodzili się odnośnie do tego, żeby do minimum ograniczyć wykorzystanie efektów komputerowych i jak najwięcej scen nakręcić przy wykorzystaniu praktycznych efektów, żeby film sprawiał wrażenie „kręconego w domu”. Keaton przyrównał fabułę Beetlejuice’a Beetlejuice’a do „psychodelicznego rejsu łódką” z Willy’ego Wonki i fabryki czekolady (1971), „bujającej się gwałtownie” jak niekontrolowana fantasmagoria i uzupełnionej o wszystkie pomysły, jakie przez lata siedziały w głowie Burtona. Stwierdził, że będzie ona oddziaływała na widzów mocniej niż fabuła pierwowzoru, pozwalając tym samym „nawiązać głębszą nić porozumienia” z postaciami. Ryder przyznała, że film znacząco przerósł jej oczekiwania i wyraziła przekonanie, że coś dla siebie znajdą w nim przedstawiciele różnych pokoleń.
W marcu 2023 poinformowano, że Jenna Ortega – współpracująca wcześniej z Burtonem przy serialu Netfliksa Wednesday – negocjuje angaż do roli córki Lydii, Astrid, a Burton prawdopodobnie wyreżyseruje film. Ortega i Ryder nawiązały na planie silną więź, w czym pomogły m.in. ich wspólne zamiłowania, takie jak chociażby kino. Ryder stwierdziła, że widzi w Ortedze młodszą, ale „tysiąc razy fajniejszą” siebie; obie aktorki przyznały, że praca ze sobą była dla nich wyjątkowym doświadczeniem, które wpłynęło na to, jak Ortega zagrała Astrid. W maju doniesiono, że muzykę ponownie napisze Danny Elfman, a scenariusz napiszą twórcy Wednesday – Alfred Gough i Miles Millar; oficjalnie potwierdzono także angaż Ortegi. W następnych miesiącach doniesiono o obsadzeniu Justina Theroux, Burna Gormana, Arthura Contiego, Filipe’a Catesa i Willema Dafoe w nieokreślonych rolach. Dafoe w wywiadzie dla „Variety” doprecyzował, że zagra detektywa z zaświatów, za życia aktora filmów klasy B, który zginął w wypadku. Conti początkowo wziął udział w wideocastingu przeprowadzonym przez Burtona, a następnie teście ekranowym z Ortegą. Informację o angażu przekazano mu 1 kwietnia, przez co początkowo uznał ją za żart primaaprilisowy. W podobnym czasie do obsady dołączyły także Catherine O’Hara, ponownie wcielająca się w Delię Deetz, oraz Monica Bellucci jako była żona Betelgeuse’a. 23 maja 2024, wraz z premierą kolejnego zwiastuna filmu, potwierdzono pogłoski o udziale w filmie Danny’ego DeVita. Graną przez niego drugoplanową postać woźnego – pierwszej ofiary Dolores – napisano jako nieprzeznaczoną dla żadnego konkretnego aktora, wobec czego Burton zaproponował ją DeVitowi, z którym wielokrotnie współpracował już wcześniej, a ten rolę przyjął.
Kostiumografką została Colleen Atwood, wieloletnia współpracowniczka Burtona. Atwood poinformowała, że chociaż Keaton nalegał na burgundowy smoking, Betelgeuse ponownie będzie nosił pasiasty garnitur, ponieważ jest on jego wizytówką w takim stopniu, jak niebieska sukienka stanowi wizytówkę Alice Lidell z Alicji w Krainie Czarów. O’Hara przyznała, że w filmie pojawi się piosenka „Day-O (The Banana Boat Song)” Harry’ego Belafontego, wykorzystana także w części pierwszej; w kontynuacji wykonuje ją chór dziecięcy na pogrzebie Charlesa. Scenarzyści postanowili, że podczas wesela pojawi się sekwencja musicalowa, w której Betelgeuse będzie „szalonym wodzirejem”, nie mieli jednak pewności odnośnie do tego, jaką piosenkę do niej wybrać. Burton zasugerował „MacArthur Park” Richarda Harrisa, którą Gough uznał za „szaloną, dziwną i obłąkaną rzecz, która musi pojawić się na końcu filmu. Keaton nalegał na to, żeby Betelgeuse – podobnie jak w pierwszej części – pojawiał się na ekranie możliwie jak najmniej, ponieważ „[nie jest już] postacią, która napędza fabułę, a raczej jej częścią”.

### Okres zdjęciowy
Początkowo zdjęcia rozpocząć miały się w połowie 2022. Przeniesiono je na 10 maja 2023 do Londynu, przy założeniu, że nie zostaną ponownie opóźnione przez strajk scenarzystów. Zdjęcia oficjalnie rozpoczęto w maju 2023; operatorem kamery został Haris Zambarloukos, a montażystą Jay Prychidny. 18 maja kręcono w okolicach Princess Helena College w Preston. W połowie 2023 ekipa przeniosła się do wschodniego Corinth, gdzie w oryginale nagrywano sceny rozgrywające się na zewnątrz domu Deetzów. W lipcu zdjęcia zostały wstrzymane przez strajk aktorów. Jak stwierdził Burton, w tym momencie nakręcono już 99% filmu, a do końca pozostały dwa dni. Zdjęcia wznowiono 16 listopada w Melrose, a zakończono 30 listopada w Vermoncie.

### Postprodukcja
W marcu 2024 aktorom zaprezentowano surową wersję zmontowanego filmu. W marcu 2023 potwierdzono, że do roli Charlesa Deetza nie powróci Jeffrey Jones, który wycofał się z życia publicznego po skazaniu w 2003 roku za posiadanie i tworzenie dziecięcej pornografii; w zwiastunach ujawniono, że grana przez niego postać zginęła. W kwietniu 2023 Geena Davis poinformowała, że ze względu na wiek nie wcieli się ponownie w Barbarę Maitland, która jako duch nie starzeje się. W sierpniu potwierdzono, że w filmie nie powróci także Alec Baldwin jako Adam Maitland. Jak stwierdził Burton, Maitlandowie nie byli niezbędni w historii, którą chciał opowiedzieć. Nieobecność małżeństwa uzasadniono w kontynuacji tym, że znaleźli kruczek prawny, który pozwolił im opuścić dom przed upływem wymaganego czasu. Gough przyznał, że we wczesnej wersji scenariusza Maitlandowie pojawiali się na końcu filmu w rolach cameo. Po dyskusji na ten temat z Millarem i Burtonem wszyscy trzej zgodzili się zgodzili się usunąć tę scenę, uznając, że żadna technika cyfrowego odmładzania aktorów nie przekona widzów, że Davis i Baldwin nie zestarzeli się od 1988 roku. Uznali także, że historia Maitlandów została zakończona, a pokazanie ich kłóciłoby się z decyzją Burtona, że w filmie nie będzie żadnego fanserwisu.
Za efekty specjalne w postprodukcji odpowiadali Angus Bickerton i Alex Bicknell, współpracujący z firmami Framestore, One of Us i BUF. W wywiadzie dla „Variety” z sierpnia 2024 Burton, zapytany o możliwość nakręcenia części trzeciej, stwierdził, że „nie sądzi”, żeby miał taką zrealizować.

## Dystrybucja

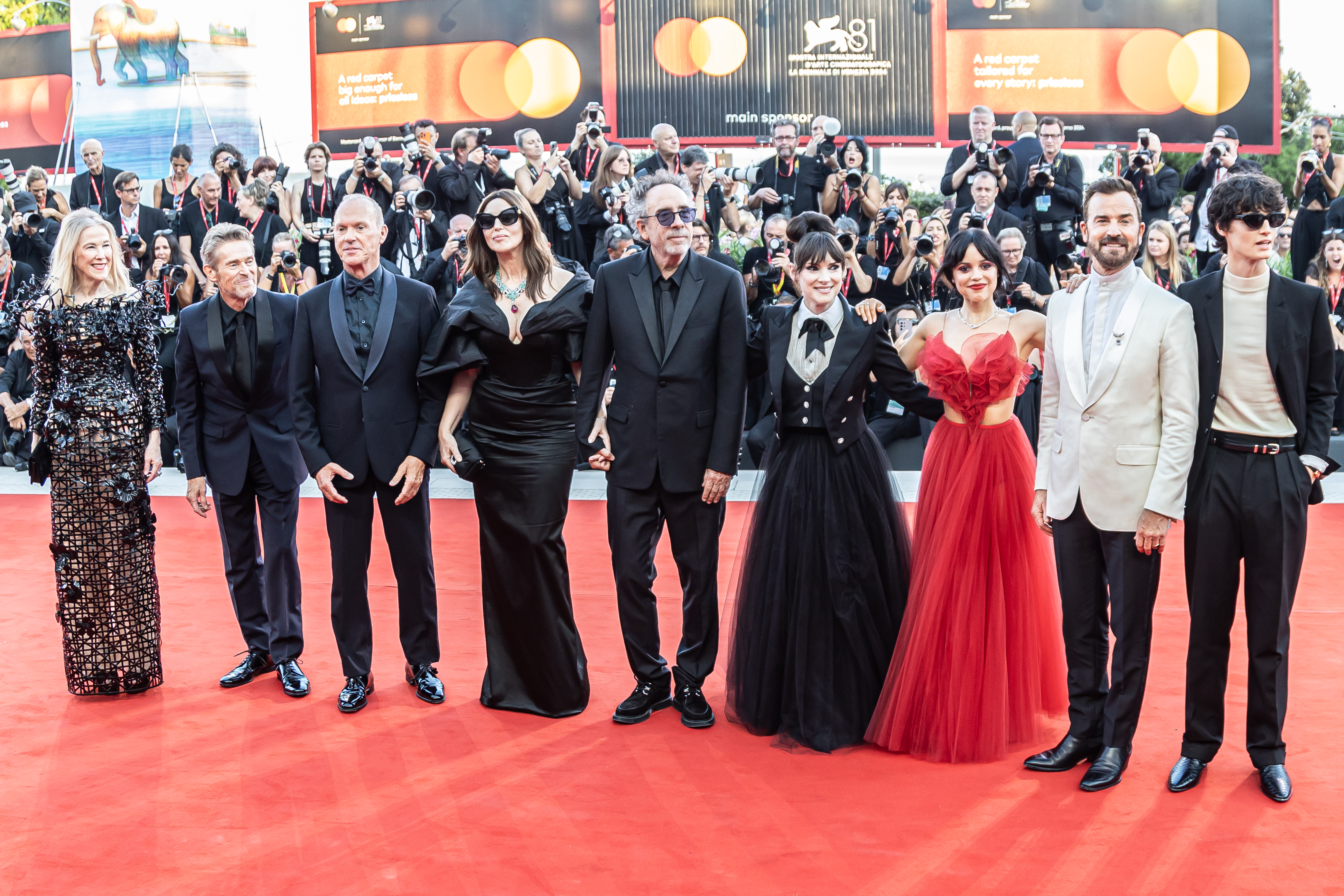
Burton (pośrodku) wraz z obsadą na światowej premierze filmu podczas 81. MFF w Wenecji.

W lutym 2024 ujawniono oficjalny tytuł filmu i datę jego premiery. W czerwcu 2024 podczas prezentacji CineEurope Warner Bros. ogłosiło, że w niektórych krajach film trafi do dystrybucji kinowej dwa dni wcześniej niż w Stanach Zjednoczonych. Beetlejuice’a Beetlejuice’a wybrano na film otwarcia 81. Międzynarodowego Festiwalu Filmowego w Wenecji, gdzie 28 sierpnia 2024 w Palazzo del Cinema di Venezia odbyła się jego światowa premiera, nie brał jednak udziału w konkursie głównym. Kinowa premiera w Stanach Zjednoczonych i Polsce odbyła się 6 września; dystrybutorem filmu na tych rynkach jest Warner Bros. Pictures. W części krajów film trafił do kin 4 września 2024. Film przygotowano zarówno do pokazów w kinach tradycyjnych, jak i w formatach IMAX, 4DX i ScreenX.
Według szacunków analityków branżowych, na promocję i marketing filmu przeznaczono około 100 mln USD, czyli taką samą kwotę, jaką na jego produkcję. W przedpremierowych analizach szacowano także, że w pierwszy weekend wyświetlania Beetlejuice Beetlejuice zarobi w Stanach Zjednoczonych i Kanadzie 100–110 mln USD.
8 października 2024 film udostępniono odpłatnie w usługach wideo na życzenie, z kolei premierę na nośnikach optycznych DVD i Blu-ray przewidziano na 19 listopada 2024.

## Odbiór

### Box office
W pierwszym dniu wyświetlania w USA i Kanadzie film zarobił 42 mln USD, z czego 13 mln pochodziło z pokazów rozpoczynających się o północy z 5 na 6 września. Łącznie zyski z pierwszego weekendu wyniosły 111 mln USD, co przełożyło się na drugą najlepszą premierę w karierze Burtona (za Alicją w Krainie Czarów z 2010) i trzecie najlepsze otwarcie 2024 (za Deadpoolem & Wolverine’em i W głowie się nie mieści 2). 77% wszystkich amerykańskich i kanadyjskich widzów, którzy poszli wówczas do kina, obejrzało Beetlejuice’a Beetlejuice’a. W ciągu pierwszych trzech dni film zarobił więcej, niż pierwsza część przez cały okres wyświetlania jej w kinach (74 mln USD, bez uwzględnienia inflacji). Poza USA i Kanadą film zarobił 36,2 mln USD, co łącznie przełożyło się na premierowe zyski w wysokości 147,2 mln USD. W Polsce w trakcie pierwszego weekendu i pokazów przedpremierowych sprzedano ponad 119,1 tys. biletów.
Do 12 października 2024 film zarobił na całym świecie ponad 405,3 mln USD, z czego 267,8 mln w USA i Kanadzie, a 137,5 mln w pozostałych krajach. W Polsce film obejrzało łącznie ponad 524,8 tys. widzów.

### Ze strony krytyków
W agregatorze recenzji Rotten Tomatoes film poleca 77% spośród 349 recenzentów, a średnia ich ocen wynosi 5,9/10. W podsumowaniu stwierdzono: „Grany przez Michaela Keatona podstępny poltergeist wciąż a w sobie mnóstwo energii w tym szalonym powrocie Tima Burtona do formy, łączącym urocze efekty praktyczne i makabryczne gagi i zapewniającym świetną zabawę”. Średnia ważona ocen krytyków w agregatorze Metacritic wynosi 62/100 na podstawie 61 recenzji, wskazując na „ogólnie pozytywny odbiór”. Widzowie przebadani przez CinemaScore przyznali filmowi ocenę B+ w amerykańskiej skali szkolnej (od A do F), zaś respondenci ankiety przeprowadzonej przez PostTrak w 81% ocenili film pozytywnie, zaś 68% poleciłoby obejrzenie go komuś innemu.
Manohla Dargis z „The New York Times” uznała Beetlejuice’a Beetlejuice’a za film „zabawny, ale mniej śmiały” niż część pierwsza. Xan Brooks z recenzji dla „The Guardian” stwierdził „podjęta przez Burtona próba sprowadzenia z zaświatów komediohorroru z lat 80. jest pełna popisowych scen, ale nie udaje jej się uzupełnić pierwowzoru”. Według Margaret Roarty z „The Film Magazine” Burtonowi „udało się stworzyć coś równie zwariowanego, dziwnego i znaczącego, jak oryginalny film”. Jakub Popielecki z Filmwebu ocenił film na , chwaląc kreacje aktorskie, krytykując jednak scenariusz jako zbyt odtwórczy względem części pierwszej oraz nadmiar wątków fabularnych, stwierdzając: „Soku tu dużo, ale jakoś mało miąższu”.
Według niektórych recenzentów czarno-biała retrospekcja przedstawiająca historię Dolores i Beetlejuice’a, rozgrywająca się we Włoszech podczas epidemii czarnej śmierci i z narracją w języku włoskim, może stanowić hołd dla wspomnianego w filmie Maria Bavy, uznanego włoskiego reżysera horrorów.
W Polsce pewne kontrowersje wśród części widzów wywołała scena, w której Astrid tłumaczy, że na Halloween przebrała się za Marię Skłodowską-Curie, którą określa mianem „francuskiej fizyczki”, chociaż w polskim dubbingu Skłodowską-Curie określono mianem „polskiej fizyczki”. Doprowadziło to do odnowienia dyskusji na temat narodowości noblistki.